# Eustrotia tripartita
Eustrotia tripartita är en fjärilsart som beskrevs av John Henry Leech 1900. Eustrotia tripartita ingår i släktet Eustrotia och familjen nattflyn. Inga underarter finns listade i Catalogue of Life.